# Johannes Voggenhuber
Johannes Voggenhuber, né le 5 juin 1950 à Salzbourg, est un homme politique autrichien, membre des Verts - L'Alternative verte.

## Biographie
Johannes Voggenhuber est porte-parole national des Verts - L'Alternative verte de 1988 à 1990. De 1982 à 1987, il est conseiller municipal de Salzbourg, chargé de l'urbanisme, de la construction, des transports, de l'environnement et de la rénovation de la vieille ville. Entre 1990 et 1996, il est député au Conseil national.
En 1995 il est élu au Parlement européen. Il y siège jusqu'en 2009. À ce titre, il est vice-président de la commission des affaires constitutionnelles, membre de la délégation pour les relations avec Israël et membre suppléant commissions des libertés civiles, de la justice et des affaires intérieures et de la délégation pour les relations avec le Conseil législatif palestinien

## Publications
- (de) Österreichs Europa-Integration als Walze-Walzer?, Linz, Sandkorn, 1992